# Nan Madol
Nan Madol sono delle rovine di un’antica città, situate lungo la costa orientale dell'isola di Pohnpei (una delle quattro suddivisioni amministrative degli Stati Federati di Micronesia) e antica capitale della dinastia Saudeleur fino al 1500. La dinastia aveva la fama di essere particolarmente dissoluta e di aver conquistato brutalmente Pohnpei, esigendo pesanti tributi in cibo e lavoro da parte degli abitanti.

## Descrizione
L'area archeologica è composta da circa 100 piccoli isolotti artificiali collegati fra loro da una rete di canali artificiali e ha un'estensione di circa 18 km². La più grande struttura ancora in piedi è il Nan Douwas, le cui mura perimetrali si innalzano per 8 m e gli edifici interni contengono cripte funerarie. Tutte le costruzioni sono composte di enormi blocchi di basalto proveniente da Sokehs (situato nella parte opposta di Pohnpei, unico luogo sull'isola in cui si trovino cave di basalto).

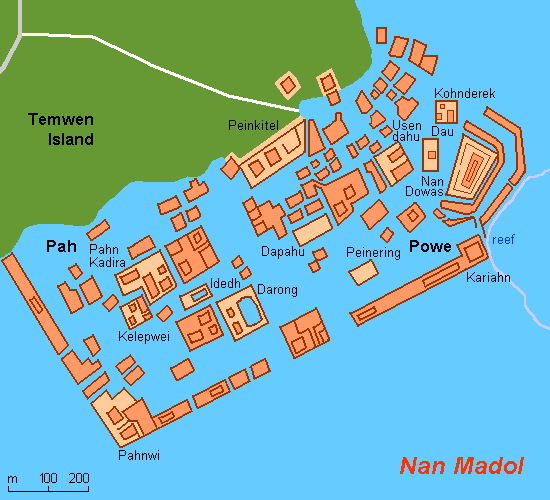
Mappa dell'area archeologica di Nan Madol

Secondo analisi effettuate con il radiocarbonio, la costruzione di Nan Madol risalirebbe al 1200 d.C. Nell'isola di Idehd veniva annualmente celebrato un rito di espiazione consistente nell'offerta di una tartaruga a Nan Samwhol, una gigantesca anguilla che svolgeva il ruolo di messaggero tra gli uomini e gli dei.